# Jökelbjörnmossa
Jökelbjörnmossa (Polytrichastrum sexangulare) är en bladmossart som beskrevs av G. L. Smith 1971. Enligt Catalogue of Life ingår Jökelbjörnmossa i släktet Polytrichastrum och familjen Polytrichaceae, men enligt Dyntaxa är tillhörigheten istället släktet Polytrichastrum och familjen Polytrichaceae. Arten är reproducerande i Sverige. Inga underarter finns listade i Catalogue of Life.